# Jiluka
Jiluka (jap. ジルカ Jiruka; zapis stylizowany: JILUKA) – japoński czteroosobowy zespół metalowy z nurtu visual kei założony w maju 2013 roku w Tokio. Zespół jest opisywany jako „Nowoczesny metalowy visual kei (jap. V系モダン・メタル V-kei modan metaru)”.

## Historia

### 2013–2016: Początki kariery, przerwa, powrót
Zespół został założony w lutym 2013 roku przez Ricko, Sena, Boogie i JaiL, debiutując 6 maja 2013 singlem Sicks. Jednak JaiL ogłosił w czerwcu, że opuści zespół po ostatnim koncercie 21 grudnia 2013 roku, co spowodowało przerwę w działalności grupy.
JILUKA wznowił działalność w 2015 roku z nowym perkusistą Zyea'nem, wydając singel Screamer, a następnie, 8 kwietnia, debiutancką EP-kę Brave Agonistic Letters Under Segregation. Druga płyta EP DESTRIEB ukazała się 5 sierpnia. Kolejny singel grupy Lluvia swoją premierę miał 11 listopada.
20 kwietnia 2016 roku wydali singel Faizh, a 21 maja zagrali swój pierwszy solowy koncert w Ikebukuro.

### Od 2017: Debiutancki album, obecnie
28 czerwca 2017 wydali swoją trzecią EP-kę zatytułowaną Xenomorphic.
Limitowany singel Hellraiser był do nabycia wyłącznie podczas koncertu, który odbył się 20 maja 2018 roku w Tsutaya-O West. Metamorphose, pierwszy pełny album zespołu, ukazał się 12 września i osiągnął ósme miejsce na liście Oricon Indies Album. 16 grudnia grupa wzięła udział w Metal Square vol. 4 Selection by Cazqui w Shibuyi, obok takich zespołów jak DIMLIM, Nocturnal Bloodlust i Deviloof.
W 2019 roku JILUKA sponsorowali trasę Mad Pit Tour 2019 otwierając ją z zespołami Deviloof, Dexcore, Nazare i Victim of Deception, koncerty odbyły się w Fukuoce, Osace, Nagoi, Niigacie i Tokio. 29 maja wydali cover album zatytułowany Polyhedron, zawierający covery piosenek m.in. Do As Infinity czy Hatsune Miku. Następnie JILUKA wziął udział we współpracy z zespołem breakin' holiday, a 3 sierpnia obie grupy wystąpiły razem i wydały album zatytułowany B'H⇄JLK, w którym Juri, główny wokalista breakin' holiday, śpiewa „Twisted Pain” JILUKI, a Ricko śpiewa piosenkę „Lilith” breakin' holiday. Płyta była limitowana do nabycia w dniu koncertu. 13 listopada ukazał się album z największymi przebojami zespołu nazwany Xanadu wraz z nową wersją teledysku do piosenki „Screamer” z debiutanckiej EP-ki Brave Agonistic Letters Under Segregation. Album zawierał również nową piosenkę „Elice in Slow Motion”.
W lutym 2020 roku wystąpili w Tsutaya-O West z okazji 5-lecia zespołu. Od czerwca do lipca sponsorowali po raz kolejny trasę Mad Pit Tour 2020, jednak została ona całkowicie odwołana z powodu pandemii COVID-19. 3 października wyruszyli w kolejną krajową trasę koncertową THE INTEGRATION, tym razem z ograniczoną publicznością z powodu pandemii, trasa zakończyła się 29 listopada w Shibuyi. Trasa miała na celu promocję nowej EP-ki, Xtopia, wydanej 14 października. Od 30 sierpnia do 12 września wyruszyli w trasę koncertową wraz z grupą Leetspeak Monsters.
21 lutego 2021 roku zagrali darmowy koncert online dostępny na całym świecie za pomocą serwisu Twitch, którego gospodarzem był sklep Chaotic Harmony. W drugiej połowie roku nowy album Idola został zapowiedziany na 15 września, a teledysk do piosenki „Kumari” z tego albumu został przesłany na YouTube w sierpniu.
18 marca 2022 roku ukazało się DVD z finałem trasy THE SYNERGY, który miał miejsce 5 grudnia 2021 roku w Shibuyi VEATS. Kolejna trasa wraz z Leetspeak Monsters rozpoczęła się 1 maja, a wspólna płyta obu zespołów, Amphisbaena, była sprzedawana wyłącznie na wspólnych koncertach. We wrześniu został wydany cyfrowy singel BLVCK wyprodukowany przez Jeffa Dunne. Natomiast Mad Pit Tour 2022 sponsorowane przez JILUKE rozpocznie się w listopadzie.
18 lutego 2023 roku wzięli udział w festiwalu Dex Fest 2023 organizowanym przez zespół Dexcore w Nagoi. W październiku Jiluka po raz pierwszy wystąpi w USA podczas Anime Weekend 2023 w Atlancie.
W 2024 roku zespół weźmie udział w głównych festiwalach metalowych w Portugalii i Hiszpanii, by następnie wyruszyć w swoją pierwszą światową trasę koncertową.

## Styl muzyczny
Muzyka JILUKI określana jest jako metal, głównie metalcore. Opisując piosenkę „Twisted Pain”, na stronie Jrock News autor stwierdził, że w utworze znajdziemy „ciężką perkusję z podwójnymi pedałami, wymyślne solo gitarowe i wokal fry scream (technika Growl)”. Natomiast na stronie Barks stwierdzono, że „techniczne i intensywne brzmienie zespołu przykuwa uwagę”, a komentując piosenkę „Divine Error”, opisuje ją w słowach „ciężkiej melodii”. Oprócz szeroko pojętego metalu zespół wprowadza do swojej muzyki również elementy hip-hopu i EDM.

## Wpływy
JILUKA wymienia jako swój główny wpływ, wśród wszystkich członków, japoński zespół X Japan. Sena wymienia jako niektóre ze swoich bardziej specyficznych wpływów zespół Kansas, muzykę klasyczną i angielski zespół Rixton. Powiedział również, że słuchał hip-hopu, dopóki przyjaciel nie namówił go do posłuchania „Kurenai” zespołu X Japan, wtedy to został gitarzystą zainspirowanym przez hide i Patę. Ricko zdradził, że lubi rap, jest fanem amerykańskiego zespołu Linkin Park, a także, że kiedyś słuchał L’Arc-en-Ciel. Boogie mówi, że słucha po trochu wszystkiego, jak na przykład Luna Sea i Korn, ale to Slipknot wprowadził go do metalu. Zyean natomiast wspomniał, że słucha dużo metalowych zespołów, takich jak Metallica, Bullet for My Valentine, Rhapsody of Fire, Behemoth i wielu innych.
Wszyscy członkowie twierdzą, że na początku swoich muzycznych karier byli na zupełnie innych pozycjach. Ricko grał na gitarze, ale zespół, do którego należał, nie miał wokalisty i pomimo niepewności zaczął śpiewać. Choć wpływy Seny zachęcały go do gry na gitarze, to jak sam stwierdził, początkowo grał na perkusji. Zyean zaczął słuchać death metalu i innych rodzajów ekstremalnego metalu, gdy był studentem. Był wokalistą samoukiem, który grał również na gitarze i basie. Dodał również: „mówiąc szczerze, nie chciałem wtedy grać na perkusji”. W innym wywiadzie stwierdził, że do gry przekonał go kolega z klasy, który grał na niej. Podobnie jak w przypadku Ricko, Boogie powiedział, że w zespole, do którego został zaproszony, brakowało basisty.

## Członkowie
- Ricko (jap. リコ) – wokal
- Sena (jap. セナ) – gitara
- Boogie (jap. ブギー) – gitara basowa
- Zyean (jap. ジェーン) – perkusja

### Byli
- JaiL (jap. ジェイル) – perkusja

## Dyskografia

### Albumy
| EP                                                                                   | Brave Agonistic Letters Under Segregation | 8 kwietnia 2015      | – | –   |
| EP                                                                                   | Destrieb                                  | 5 sierpnia 2015      | – | –   |
| EP                                                                                   | Xenomorphic                               | 28 czerwca 2017      | – | 257 |
| Studyjny                                                                             | Metamorphose                              | 12 września 2018     | 7 | 67  |
| EP z coverami                                                                        | Polyhedron                                | 29 maja 2019         | – | 102 |
| Kompilacja                                                                           | Xanadu                                    | 13 listopada 2019    | – | 83  |
| EP                                                                                   | Xtopia                                    | 14 października 2020 | – | 88  |
| EP                                                                                   | Idola                                     | 15 września 2021     | – | 125 |
| „–” oznacza, że wydawnictwo nie było notowane lub nie zostało wydane w tym regionie. |                                           |                      |   |     |